# CodeWeavers
CodeWeaversは主にWindowsの互換レイヤーであるWineの開発を行っていて、プロプライエタリ版のWineであり、macOSやChromeOS、Linux上でWindowsアプリケーションを実行できる、CrossOverを販売しているソフトウェア会社である。1996年にコンサルタント業のために設立され、やがて完全にWineの開発およびサポートへと事業を転換した。
CodeWeaversはWineプロジェクトの主要な後援企業の一つであり、Wine公式サイトをホストし、WineConfの後援の支援、そして多くのWine開発者を雇用しており、Wineのソースコードの主要なコントリビューターでもある。CodeWeaversはWineに対するコミットの2/3は従業員によるものだと主張している。 また、CodeWeaversはWineの主な管理者であるAlexandre JulliardをCTOとして雇用している。CodeWeaversはCrossOver製品においてWineを使用し利益を上げているが、Wineに対し、CrossOverと競合するような強化を促すこともある。
CodeWeaversはまた、オープンソースにおけるMicrosoft .NET Framework(バージョン4とそれ以前)の実装で、Wineにおける.NET Framework の代替であるwine-monoの開発者も雇用している。Wine-monoはMonoのブランチの一つで、Wine上で動くように適応されている。  
2016年以来、CodeWeaversはProtonという、Linux上でWindowsゲームをSteam経由で動かすための互換レイヤーに関してValveと契約し、開発に協力している。
CodeWeaversはDesktop Linux Consortiumの創設メンバーである。
CodeWeaversの製品やサービスにはCrossOver、PortJumpやExecModeなどが含まれる。
2023年4月、CodeWeaversはEmployee Ownership Trustに移行した。Jeremy WhiteはCEOの座を退き、当時社長であったJames Rameyが引き継いだ。

## CrossOver
CrossOverに関して、CodeWeaversはもともとMicrosoft Officeスイートと他のサポートされている生産性ソフトウェアをLinuxでも利用できるようにすることに注力していた。Appleが2006年にIntelプロセッサーに移行した時、CodeWeaversはCrossOver Macを開発し、Mac OS XにWineを導入することが可能になった。その他のサポートされるアプリケーションには財務ソフトウェアのQuickenやゲームクライアントのSteamなどがある。
従来の製品にはCrossOver Plugin、CrossOver ServerとCrossOver Gamesがあった。PluginはFlashやActiveXといった、ブラウザプラグインをLinuxで動作させるために開発された。CrossOver Serverはマルチユーザーの環境向けに設計された製品であった。CrossOver Gamesは2008年3月に導入され、Wineのゲーム関連のパッチをCrossOverにより早く取り込もうというものであった。2012年に全バージョンにおいてServer、PluginとGamesの機能がCrossOverとして1つに統合された。

## PortJump
CodeWeaversはWineに基づきPortJumpとして知られる移植サービスを展開している。GoogleはAdobe Photoshopのサポートの向上とWineへの機能追加をするためCodeWeaversに資金提供した。

## ExecMode
CodeWeaversはExecModeとして知られるコンサルティングサービス群を展開している。このサービスは企業レベルの顧客向けにオープンソースのコードを書くことに基づいている。PortJumpとの主な違いはWineを使用せず、代わりに他のオープンソースの技術に焦点を当てていることである。

## Great American Lame Duck Presidential Challenge
2008年7月、CodeWeaversはブッシュ大統領が主要な経済的または政治的な目標を2009年1月20日までに達成し、残りの任期を有効活用することを促すため、Great American Lame Duck Presidential Challenge を立ち上げた。
ブッシュ大統領が、景気や住宅価格、株価、対テロ戦争などの重要な問題で具体的な成果を出すことが目標とされた。 特に、Twin Cities（ミネアポリスとセントポール）でのガソリンの平均価格を2.79ドル/ガロンまで下げることが期待されていた。
2008年10月14日、ミネアポリスとセントポールのガソリンの値段が2.79ドル/ガロンにまで下がり、CodeWeaversは10月28日に公約を守りソフトウェアを無料で提供した。SlashdotやDigg、その他の情報源からのアクセスが集中し、人々が無料ソフトウェアを求めて殺到したため、CodeWeaversのウェブサイトは負荷がかかりダウンした。CodeWeaversは、「このダウンタイムを考慮し、メールで送られたシリアル番号を解除できる期間を延長し（48時間）、新しいシリアル番号の配布を中央標準時23:59（深夜）に終了します」 と発表した。
さらに、CodeWeaversは自社のサイトを更新し、「今日この後に登録コードについて再度ご確認ください。より合理的なシリアルコード発行処理を間も無く開始します」という声明を追加した。また同時に「Wineについて」という文章も追加した。
より合理化された処理が採用されたが、顧客はシリアルナンバーが届くまで「数日」待つように言われた。その間、完全版ソフトウェアの4つのパッケージが2008年10月28日のみ即時ダウンロードできるようになった。